# Сын Ги Юн
Сын Ги Юн (кор. 정승기; род. 17 марта 1999[…], Пхаджу, Кёнгидо) — корейский скелетонист, бронзовый призёр чемпионата мира 2023 года. Участник зимних Олимпийских игр 2022 года.

## Спортивная карьера
С 2014 года Сын Ги Юн активно выступает на соревнованиях по скелетону. Был одним из молодых корейских спортсменов, которые пронёс олимпийский флаг на Олимпийском стадионе на церемонии открытия зимних Олимпийских игр 2018 года в Пхёнчхане. 
В сезоне 2019/2020 годов впервые в карьере стартовал на этапе Кубка мира, по итогам сезона стал 12-м.
В 2022 году представлял Южную Корею на соревнованиях скелетонистов на зимних Олимпийских играх в Пекине. По итога четырёх спусков стал десятым.
В сезоне 2021/2022 годов впервые в карьере поднялся на подиум на этапе Кубка мира в Сигулде.
На чемпионате мира в 2023 году в Санкт-Морице стал обладателем бронзовой медали, уступив только спортсмену из Великобритании Мэтту Уэстону и из Италии Амедео Багнису. 
По итогам сезона 2023/2024 годов в общем зачёте Кубка мира стал четвёртым, повторив результат сезона 2022/2023 годов и это пока лучший показатель выступлений в Кубке мира. По ходу соревнований впервые в карьере победил на этапе Кубка мира во Франции. 
В 2023 году Сын окончил католический университет Квандуна со степенью бакалавра в области спортивной реабилитации. 